# Militärflugplatz Piacenza

i7
i11
i13
Der Militärflugplatz Piacenza-San Damiano (ICAO-Code: LIMS) befindet sich in der norditalienischen Region Emilia-Romagna, rund 15 Kilometer südlich von Piacenza, auf dem Gebiet der Gemeinde San Giorgio Piacentino, bei der Ortschaft San Damiano.

## Infrastruktur und Nutzung
Der rechts des Flusses Nure am Fuß des Ligurischen Apennin gelegene Militärflugplatz hat eine knapp drei Kilometer lange Start- und Landebahn (12/30). Ein parallel dazu verlaufender Rollweg kann bei Bedarf als weitere Piste genutzt werden. Südlich der genannten Bahnen befindet sich der Großteil der militärischen Anlagen mit Abstellflächen und geschützten Flugzeugunterständen für eine Staffel. Die übrigen Anlagen im Nordwesten wurden zum Teil aufgegeben.
Piacenza-San Damiano ist seit September 2016 ein Reserveflugplatz der italienischen Luftwaffe und untersteht als solcher dem 6. Geschwader (6º Stormo) in Ghedi. Auf dem Flugplatz werden historische Flugzeuge restauriert und vor Ort auch ausgestellt oder im Flug vorgeführt (Flying Museum).

## Geschichte
Der Flugplatz wurde im Jahr 1938 eröffnet und nach Gaetano Mazza benannt, einem 1917 am Piave gefallenen Militärpiloten. Bis 1941 war in Piacenza-San Damiano ein Bombergeschwader stationiert. Von 1942 bis 1944 nutzte die deutsche Luftwaffe den Flugplatz (im Mai/Juni 1943 die I./Kampfgeschwader 1 und Kampfgeschwader 77) und baute ihn aus. Im Mai 1944 wurde er durch alliierte Luftangriffe zerstört und anschließend notdürftig instand gesetzt. Kurz vor der Besetzung durch alliierte Bodentruppen sprengten deutsche Einheiten die verbliebenen Anlagen des Flugplatzes.
Im März 1952 begann der Wiederaufbau durch die italienische Luftwaffe. In den Jahren danach wurde der Flugplatz nur als vorgeschobener Stützpunkt genutzt, ab 1963 insbesondere von der 155. Jagdbomberstaffel (155º Gruppo, F-84F) des 6. Geschwaders (6º Stormo) in Ghedi. 1967 errichtete man in Piacenza-San Damiano das 50. Geschwader (50º Stormo) wieder, das die 155. Staffel ganz übernahm und auf die F-104 Starfighter umrüstete. Im Herbst 1973 löste die italienische Luftwaffe das 50. Geschwader auf und verlegte die 155. Staffel erst nach Istrana (51º Stormo) und später wieder nach Ghedi.
Mit der Einführung des Tornado beschloss man in den 1980er Jahren, auf italienischen Militärflugplätzen jeweils maximal eine Tornado-Staffel zu stationieren. Damit sollte eine Konzentration wertvoller Kampfflugzeuge auf wenigen Flugplätzen vermieden und die Möglichkeiten erfolgreicher feindlicher Luftangriffe auf diese Ziele verringert werden. Auf der Grundlage dieser Planung wurde der Flugplatz Piacenza reaktiviert und bis Ende des Jahrzehnts modernisiert. Im Sommer 1990 erhielt das hier wieder aufgestellte 50. Geschwader wiederum die 155. Staffel aus Ghedi, die mittlerweile die Tornado IDS flog. Nachdem man einen Bedarf an SEAD-Kapazitäten erkannt und hierfür den Umbau etlicher Tornados in die ECR-Version eingeleitet hatte, konnte die Staffel ab 1998 umrüsten und ihre neuen Aufgaben übernehmen.
Wegen des Krieges im ehemaligen Jugoslawien und der Bedrohung der UN-Schutzzone in Bosnien und Herzegowina entsandte die deutsche Luftwaffe im Sommer 1995 das Einsatzgeschwader 1 nach Piacenza. Es bestand aus Tornado ECR und Recce-Tornado-Aufklärern, die im Rahmen verschiedener internationaler Missionen bis 2001 von Piacenza aus Einsätze über dem ehemaligen Jugoslawien flogen.
Im September 2016 wurde das 50. Geschwader aufgelöst und die 155. Staffel mit ihren Tornado ECR wiederum nach Ghedi zum 6. Geschwader verlegt. In San Damiano verbleibt ein militärisches Flugplatzkommando. Diskussionen über eine eventuelle zivile Nutzung des Flugplatzes haben zu keinen konkreten Ergebnissen geführt. Der bereits kaum genutzte Flughafen Parma ist nur ca. 55 km entfernt. Zuletzt regten die Bürgermeister der umliegenden Gemeinden eine Nutzung durch den Zivilschutz an. Nachdem die italienische Luftwaffe begonnen hatte, auf dem Flugplatz historische Flugzeuge zu restaurieren, darunter eine Fiat G.91, die anlässlich des hundertjährigen Jubiläums der Teilstreitkraft 2023 wieder flugtauglich gemacht wurde, beschloss man, den Flugplatz auch zu musealen Zwecken zu nutzen. In dieser Form ergänzt er das Museum in Vigna di Valle bei Rom.